# درایو-ترو رکوردز
درایو-ترو رکوردز (انگلیسی: Drive-Thru Records) شرکت نشر موسیقی آمریکایی است، که در سال ۱۹۹۶ تأسیس شد.